# Daratumumab
Daratumumab (Handelsname Darzalex; Hersteller Janssen-Cilag) ist ein humaner monoklonaler Antikörper (IgG1κ) und wird als Arzneistoff zur Behandlung maligner hämatologischer Erkrankungen eingesetzt. Die Produktion des rekombinanten Proteins erfolgt durch CHO-Zellen.

## Pharmakologie

### Pharmakodynamik
Daratumumab bindet, analog zu Isatuximab, spezifisch an das Oberflächenprotein CD38, welches insbesondere von Myelomzellen überexprimiert wird. Auf Stammzellen ist die Expression von CD38 gering oder nicht ausgeprägt. CD38 ist an diversen Prozessen (Zelladhäsion, Signaltransduktionswege) mit Einfluss auf die Zellproliferation maligner Zellen beteiligt. Daratumumab hemmt durch Bindung an CD38 dessen Effekte und induziert über direkte und indirekte Mechanismen die Apoptose. Zu den Apoptose-induzierenden Wirkungen zählen Fc-vermittelte Effekte, immunvermittelte Tumorzelllyse durch Komplement- und Antikörper-abhängige Zytotoxizität und Antikörper-vermittelte Phagozytose.
Daratumumab provoziert die Zytolyse weiterer Zelltypen, die CD38 exprimieren. So wird ein Rückgang von myeloiden Suppressorzellen und NK-Zellen beschrieben. Dagegen nehmen die Zahlen von T-Lymphozyten (CD4-/ CD8-positiv) sowie Gesamtzellzahl der Lymphozyten im peripheren Blut und Knochenmark zu.

### Pharmakokinetik
Die terminale Plasmahalbwertszeit beträgt zu Beginn der Therapie circa 9 Tage und nimmt mit wiederholender Applikation zu. Nach wiederholter Gabe wird ein Anstieg auf circa 18 Tagen geschätzt. Ein steady-state-Zustand wird nach etwa 5 Monaten unter 4-wöchentlicher Applikation erreicht. Die Plazentaschranke kann überschritten werden.

## Anwendungsgebiete
Daratumumab wird als Monotherapie angewandt bei einem multiplen Myelom, wenn andere Therapieoptionen (Proteasom-Inhibitoren, Immunmodulatoren) wirkungslos waren.
In Kombination mit Bortezomib, Melphalan und Prednison ist es angezeigt für die Behandlung erwachsener Patienten mit neu diagnostiziertem multiplen Myelom, für die eine autologe Stammzelltransplantation nicht möglich ist.
Ferner ist Daratumumab in Kombination mit Lenalidomid und Dexamethason oder Bortezomib und Dexamethason angezeigt zur Behandlung eines multiplen Myelom bei Erwachsenen, die bereits mindestens eine Therapie erhalten haben.
Daratumumab wird intravenös oder subcutan appliziert, wobei die Dosierung mit 16 mg/kg KG erfolgt und mehrfach, gemäß dem Therapieschema, verabreicht wird.

## Wirksamkeit
Es liegen zurzeit folgende Daten zur Wirksamkeit, basierend auf zwei offenen Studien (Phase-I/II-Studie GEN5012, Phase-II-Studie SIRIUS; 148 Patienten mit rezidiviertem und refraktärem multiplem Myelom), vor (Stand: März 2019):
- Gesamtansprechrate: 31 % (8,8 % sehr gutes Ansprechen)
- komplettes Ansprechen: 4 Patienten
- stringentes komplettes Ansprechen: 3 Patienten
- Nicht-Fortschreiten der Erkrankung: 83 %
- geschätztes mittleres Gesamtüberleben: 20,1 Monate (mediane Nachbeobachtungszeit: 20,7 Monate)

## Nebenwirkungen
Als unerwünschte Wirkungen wurden insbesondere bei Erstinfusion Fatigue, verstopfte Nase, Reizungen der Mund- und Rachenschleimhäute, Larynxödem, Husten, Dyspnoe, Frösteln und Übelkeit (Nausea) beobachtet. Zur Vermeidung dieser Nebenwirkungen wird die vorherige Gabe (Prämedikation) von Antihistaminika, Antipyretika und Glucocorticoiden empfohlen. Als weitere mögliche Nebenwirkungen werden Thrombozytopenie, Neutropenie, Anämie, Infektionskrankheiten, Pneumonie, Lungenödem, Pyrexie und Vorhofflimmern angegeben.
Da Daratumumab die Plazentaschranke überwinden kann, wird die fetale Entwicklung des Immunsystems und Knochenmarks beeinflusst. Daher ist während der Behandlung sowie 3 Monate nach Abschluss einer Therapie mit Daratumumab auf strikte Verhütungsmaßnahmen zu achten.

## Zulassung
In den USA erfolgte im Jahr 2015 eine beschleunigte Zulassung durch die FDA. Die Markteinführung von Daratumumab in Deutschland erfolgte im Juni 2016.

## Frühe Nutzenbewertung
In Deutschland müssen seit 2011 neu zugelassene Medikamente mit neuen Wirkstoffen gemäß § 35a SGB V einer „frühen Nutzenbewertung“ durch den Gemeinsamen Bundesausschuss (G-BA) unterzogen werden, wenn der pharmazeutische Hersteller einen höheren Verkaufspreis als nur den Festbetrag erzielen möchte. Nur wenn ein Zusatznutzen besteht, kann der Arzneimittelhersteller mit dem Spitzenverband der gesetzlichen Krankenkassen einen Preis aushandeln. Die Dossierbewertungen, auf deren Basis der G-BA seine Beschlüsse fasst, erstellt das Institut für Qualität und Wirtschaftlichkeit im Gesundheitswesen (IQWiG).
Für die Behandlung Erwachsener mit multiplem Myelom, die bereits mindestens eine Therapie erhalten haben, wurde Daratumumab in Kombination mit Lenalidomid und Dexamethason oder aber mit Bortezomib und Dexamethason verglichen mit Lenalidomid plus Dexamethason oder Bortezomib plus Dexamethason. Laut G-BA-Beschluss gibt es gegenüber dieser zweckmäßigen Vergleichstherapie einen Hinweis auf einen beträchtlichen Zusatznutzen. Für Erwachsene mit rezidiviertem und refraktärem multiplen Myelom, die bereits mit einem Proteasom-Inhibitor und einem Immunmodulator behandelt wurden und während der letzten Therapie eine Krankheitsprogression zeigten, wurde Daratumumab als Monotherapie verglichen mit einer patientenindividuellen Therapie nach Maßgabe des Arztes, insbesondere in Abhängigkeit von den Vortherapien sowie der Ausprägung und Dauer des Ansprechens sowie unter Beachtung der Zulassung der jeweiligen Arzneimittel. Gemäß G-BA-Beschluss ist für diese Patienten ein Zusatznutzen gegenüber der Vergleichstherapie nicht belegt.
In einem weiteren Anwendungsgebiet (Patienten mit neu diagnostiziertem multiplen Myelom, für die eine autologe Stammzelltransplantation nicht geeignet ist) wurde Daratumumab in Kombination mit Bortezomib, Melphalan und Prednison mit einer Kombinationstherapie nach Maßgabe des Arztes verglichen. Gemäß G-BA-Beschluss gibt es hier einen Anhaltspunkt für einen beträchtlichen Zusatznutzen.